# Laurette Théâtre (Avignon)
Pour les articles homonymes, voir Laurette Théâtre.
Le Laurette Théâtre est une salle de spectacle située à Avignon, anciennement connue comme le théâtre Le Funambule. Il a été rebaptisé en hommage à Laurette Fugain[pourquoi ?], la fille de Michel et Stéphanie Fugain morte en 2002 de la leucémie. Ce théâtre est l'un des théâtres permanents d'Avignon mais également un lieu du Festival d'Avignon off durant le mois de juillet.

## Histoire
1992, création du théâtre sous le nom « Le Funambule ». Il comportait à l'origine deux salles (« salle Fernando Arrabal » et « salle Jean Genet »). En 2009, les salles ont été rebaptisées « salle Laurette » (grande salle) et « salle Laurenne » (petite salle).

## Programmation
La programmation privilégie l'accueil de spectacles mettant en scène des textes d'auteurs contemporains et d'auteurs vivants, de la danse contemporaine, de la musique, des spectacles jeune public et des spectacles issus des arts du cirque,
.
Durant le festival off, le théâtre met en avant de la scène les créations de jeunes compagnies, de l'humour (one man show, stand up), des concerts, et des spectacles pour enfants. 
La particularité du théâtre Le Funambule, est de proposer au public des créations internationales : il reçoit régulièrement des compagnies étrangères, venues de diverses contrées : Asie (Japon, Corée, Taiwan), Russie, États-Unis, Belgique, Espagne, Luxembourg, Roumanie. Tout au long des Festivals d'Avignon off passés, il a été programmé 16 spectacles japonais, 11 spectacles taïwanais et un spectacle coréo-sino-franco-japonais.
Depuis fin 2014 Osmose Radio diffuse en direct depuis le théâtre, sauf à la période estivale de festival.

## Situation
Il est situé 14 rue Plaisance, avec accès par la rue Joseph Vernet au numéro 16-18 et par la place Crillon.